# Uglies
Uglies är en amerikansk action-, fantasy- och dramafilm från 2024. Filmen är regisserad av McG, med manus skrivet av Jacob Forman, Vanessa Taylor och Whit Anderson. Filmen är baserad på Scott Westerfelds roman med samma namn. Filmen hade premiär på Netflix den 13 september 2024.

## Handling
Filmen kretsar kring Tally Youngblood som i en dystopisk framtid där skönhet har standardiserats försöker en tonåring hitta sin försvunna vän. Samtidigt väntar hon på ett obligatoriskt kosmetiskt ingrepp.

## Rollista (i urval)
- Joey King - Tally Youngblood
- Keith Powers - David
- Chase Stokes - Peris
- Brianne Tju - Shay
- Laverne Cox - Dr. Cable